# Oldřich Nejedlý
Oldřich Nejedlý (Žebrák, Imperio austrohúngaro, 26 de diciembre de 1909-Rakovník, Checoslovaquia, 11 de junio de 1990) fue un futbolista checo que se desempeñó principalmente como extremo o interior izquierdo. Es el goleador absoluto de la Copa del Mundo de 1934 con 5 goles (esto es reconocido oficialmente por FIFA en noviembre de 2006, ya que inicialmente se le habían acreditado solamente cuatro goles) y subcampeón de la misma.

## Carrera
En su país jugó para el AC Sparta Praha y anotó 162 goles de la liga en 187 partidos, ganó una Copa Mitropa en 1935 y cuatro ligas en 1932, 1936, 1938 y 1939. Para Checoslovaquia jugó 44 partidos y anotó 29 goles. Se destacó en Italia 1934, ya que fue el goleador de este mundial con cinco anotaciones, pero antes compartía el crédito con el alemán Edmund Conen y el italiano Angelo Schiavo. Una investigación permitió comprobar que, en la semifinal contra Alemania, Nejedly había marcado tres y no dos goles, lo que lo convertía en máximo artillero del certamen. Se rompió la pierna en los cuartos de final del Mundial de Francia 38 frente a Brasil, partido en el que gracias a su gol los checos empataban el partido, debiendo jugar un partido desempate que Brasil ganaría 2-1. La lesión sufrida pondría fin a su carrera internacional. 

## Participaciones en Copas del Mundo
| Mundial                        | Sede    | Resultado        | Partidos | Goles |
| ------------------------------ | ------- | ---------------- | -------- | ----- |
| Copa Mundial de Fútbol de 1934 | Italia  | Subcampeón       | 4        | 5     |
| Copa Mundial de Fútbol de 1938 | Francia | Cuartos de final | 2        | 2     |